# 鳥井信治郎
鳥井信治郎（日语：／ Torii Shinjirō，1879年1月30日—1962年2月20日），生於日本大阪府大阪市東區釣鐘町，企業家，為三得利公司的創辦者。

## 生平
其父鳥井忠兵衛，是一位米商，居住在大阪。鳥井信治郎是家中次男。
13歲開始，在「小西儀助商店」工作，學習到洋酒的知識。
1899年，20歲時，在大阪市西區開設商店，名為「鳥井商店」，之後改名「壽屋」。1907年推出赤玉紅葡萄酒。
1923年，在大阪島本町的山崎，建立山崎蒸溜所，找來有留學經驗的竹鶴政孝擔任所長，開始在日本釀造威士忌。1929年，首批威士忌上市，命名為「白札」。道地的蘇格蘭風味，在當時的市場接受度不高。
1934年，因製酒理念不同，竹鶴政孝離開壽屋，自行創業。鳥井信治郎仍然繼續在先前基礎上製造威士忌。1937年，推出12年威士忌，為日後三得利角瓶的前身。改良過的產品逐漸打開市場，公司營運步入正軌。隨後又陸續推出數款不同的威士忌。
1961年，佐治敬三正式接班，壽屋更名為三得利。

## 著作
- . 豊公会. 1942-12-25. NDL 44025054 NDLJP: 1094537.
- . 豊公会. 1939-08-01. NDL 44040551 NDLJP: 1103208.

## 劇集改編
2014年，日本NHK連續電視小說《阿政》中，堤真一飾演的鴨居欣次郎，其原型來自於鳥井信次郎。

## 腳註

### 外部資料
- 武田経済研究所 (编), , , 武田経済研究所, 1938  [2024-03-11], （原始内容存档于2024-03-11）
- 黃志方. . 工商時報. 2020-08-25  [2024-03-11]. （原始内容存档于2024-03-11） （中文（臺灣））.